# Arturo II de Bretaña
Arturo II de Bretaña (2 de julio de 1261-27 de agosto de 1312), fue duque de Bretaña desde 1305 hasta su muerte en 1312.

## Biografía
Fue hijo de Juan II, duque de Bretaña, y de Beatriz de Inglaterra (hija del rey Enrique III de Inglaterra y de Leonor de Provenza).
Sucedió a su padre como duque de Bretaña el 18 de noviembre de 1305. Su reinado en Bretaña fue tranquilo y de corta duración.
En 1309 convocó por vez primera los Estados Generales de Bretaña, antecedente del Parlamento de Bretaña, siendo la primera vez que en Bretaña o en cualquier territorio de la actual Francia posee representación en una asamblea de este tipo el llamado Tercer Estado.
Falleció el 27 de agosto de 1312 en el castillo de L'Isle, siendo inhumado en el convento de la Orden Franciscana en Vannes, en una bella tumba de mármol que fue destruida durante la Revolución francesa, siendo utilizados sus fragmentos para pavimentar una carretera, aunque posteriormente fueron recuperados y hoy se exponen al público.

### Matrimonio y descendientes
En 1275, contrajo matrimonio en Tours con María de Limoges, (1260-1290), vizcondesa de Limoges, hija y heredera de Guy VI, vizconde de Limoges, y de Margarita de Borgoña, con quien tuvo tres hijos: 
- Juan III de Bretaña, el Bueno (1286 – 1341), duque de Bretaña;[2]
- Guy VII de Limoges (1287 – 1331), conde de Penthièvre y vizconde de Limoges;
- Pedro (1289 – 1312), señor d'Avesnes.

En mayo de 1294, tras haber enviudado, contrae un nuevo matrimonio con Yolanda de Dreux, (1263 – 1330), reina viuda de Escocia, condesa de Montfort, hija de Roberto IV, conde de Dreux y de Braine, y de Beatriz, condesa de Montfort. Tuvo con ella otros seis hijos:
- Juan (1294 – 1345), conde de Montfort;[3]
- Beatriz (7 de diciembre de 1295 – 9 de diciembre de 1384), señora de Hédé, casada en 1315 con Guy X de Laval († 1347), señor de Laval;
- Juana (1296 – 24 de mayo de 1364), casada en 1323 con Roberto de Flandes († 1331), conde de Marle;
- Alix o Adela de Bretaña (1297 – 1377),[4] casada con Bouchard VI, conde de Vendôme († 1354) y de Castres;
- Blanca (nacida el 18 de julio de 1300), fallecida joven.
- María (1302 – 24 de mayo de 1371), monja en Poissy.